# Langkofelgruppe
Die Langkofelgruppe (italienisch Gruppo del Sassolungo) ist ein Bergmassiv der Grödner Dolomiten an der Grenze zwischen Südtirol und dem Trentino in Italien.

## Lage und Beschreibung
Sie befindet sich zwischen Gröden (im Norden) und dem Fassatal (im Süden) sowie dem Sellamassiv (im Osten), dem Rosengarten (im Südwesten) und der Schlerngruppe (im Westen). Nordwestlich der Langkofelgruppe liegt die Seiser Alm. Die höchste Erhebung ist der namensgebende Langkofel mit einer Höhe von 3181 m s.l.m. Die markante Gipfelkette bildet einen Kreisbogen, der sich nur nach Nordwesten gegen die Seiser Alm öffnet und in der Form eines Hufeisens angeordnet ist.
Folgende Gipfel bilden den Kreisbogen der Langkofelgruppe:
- Langkofel, 3181 m
- Fünffingerspitze, 2918 m
- Grohmannspitze, 3113 m
- Innerkoflerturm, 3081 m
- Zahnkofel, 3000 m
- Plattkofel, 2964 m

Der innere Bereich des Hufeisens wird durch die Langkofelkarspitze (2821 m) in zwei Hälften geteilt, das Langkofelkar und das Plattkofelkar.
Am nordöstlichen Eck des Langkofels befindet sich die „Torre Lisa“, eine 2800 m hohe Felsformation, die über dem Langkofelkar eine schmale Wand aufweist. An der Nordseite ragen aus der Wand einige Felstürme wie der markante Salamiturm (2844 m) und der Demetzturm (2800 m). Zum Grödner Tal hin hat der Langkofel eine über 1000 m hohe Wandflucht, diese ist eine der höchsten der Alpen. Die Südwestflanke ist wild zerklüftet. An den Langkofel schließen sich in dieser Reihenfolge die Fünffingerspitze, die Grohmannspitze, der Innerkoflerturm und der Zahnkofel als eigenständige Gipfel an; diese Gipfel sind stark gegliedert. Den Abschluss des Kreisbogens bildet der Plattkofel, dessen Süd-Westflanke eine große, ebenmäßig zum Gipfelgrat ansteigende Platte bildet.
Von den Langkofelabstürzen hin zum Sellajoch erstreckt sich das Felssturzgebiet der „Steinernen Stadt“, bemerkenswert vor allem wegen seiner reichhaltigen Flora. Diese besteht aus weit über hundert Felsblöcken, von eher kleinen bis zu gewaltigen Blöcken in Größe eines Hauses. Die „Steinerne Stadt“ ist auch Teil des Schigebiets „Sellaronda“. Um den Schifahrern einen problemlosen Wechsel zwischen den einzelnen Schigebieten zu ermöglichen, wurde eine ebene Schipiste durch die Blöcke gesprengt und diese planiert, obwohl dies ein Naturschutzgebiet ist.

## Geologie
Entstanden ist das Gebiet in der Zeit der mittleren Trias (vor ca. 240 Mio. Jahren) als Korallenriff im tropischen Flachmeer, wobei der sich vorerst ablagernde Kalk unter Magnesiumzufuhr zu Schlerndolomit umkristallisierte. In der mittleren Triaszeit traten vermehrt Naturkatastrophen auf: Durch vulkanischen Druck öffnete sich der Meeresboden, und Lava trat untermeerisch in Massen aus und überdeckte die Korallenriffe teilweise. Die schwärzlichen Tuffe der Seiser Alm gehen auf diese Ereignisse zurück.
Gegen Ende des Erdmittelalters (vor ca. 70 Mio. Jahren) gerieten die Kontinente in Bewegung, sie veränderten ihre Lage und schoben sich ineinander. Dadurch entstanden durch langsame Aufrichtung der ehemaligen Meeresböden die Alpen. Auch das tiefer liegende Land wurde gehoben, die Meere wichen zurück und Flüsse haben die Täler ins Gebirge eingeschnitten. Erhalten blieb der Gebirgskranz aus (im Uhrzeigersinn) Langkofel, Langkofeleck, Fünffingerspitze, Grohmannspitze, Innerkoflerturm, Zahnkofel und Plattkofel.
Im Jahre 1788 fand der Geologe Déodat de Dolomieu den Unterschied zwischen Dolomit und dem kalksteinbildenden Calcit heraus: Calcit ist Calciumkarbonat, während Dolomit Calcium-Magnesium-Karbonat ist. Zu Ehren von Dolomieu erhielten daher die Dolomiten seinen Namen.

## Erschließung und Berghütten

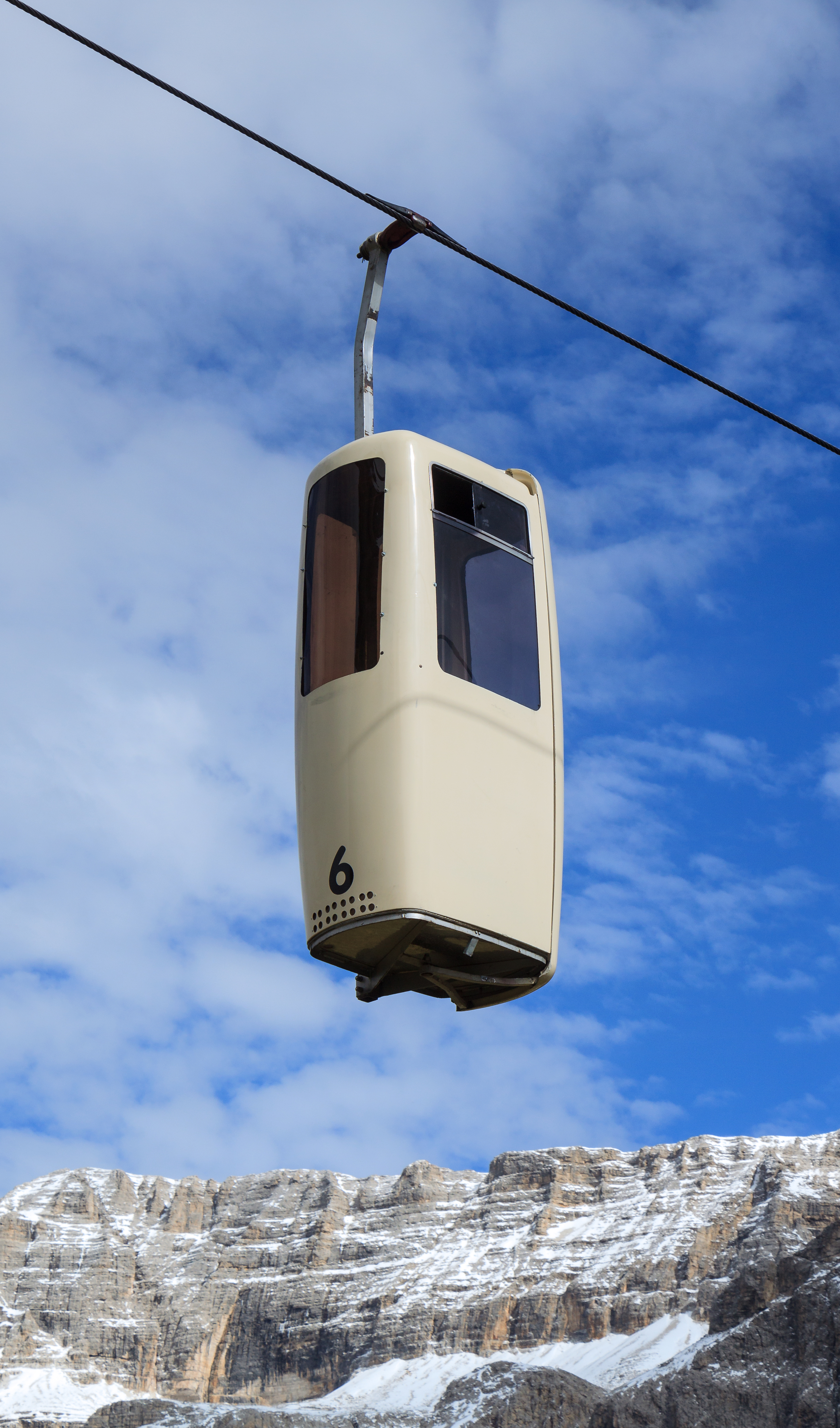
Stehgondel zur Langkofelscharte

Von Mitte Juni bis Anfang Oktober führt eine Stehgondelbahn vom Sellajoch aus in die Langkofelscharte zur Toni-Demetz-Hütte. Im Winter ist sie geschlossen, da die Abfahrt zum Sellajoch sehr anspruchsvoll ist. Es gab in der Vergangenheit zu viele Unfälle von Schifahrern. Die Stehgondelbahn heißt so, da in die kleine Gondel nur zwei Personen passen, die während der Auffahrt (oder Abfahrt) in der Gondel stehen. Der Einstieg bzw. Ausstieg erfolgt ohne eine Verlangsamung der Gondel.
Von der Langkofelscharte aus lässt sich sowohl der Langkofel (über Langkofelhütte, Confinböden und der Emilio-Comici-Hütte) als auch der Plattkofel (über Langkofelhütte, Plattkofelhütte und Friedrich-August-Weg) auf Wanderwegen umrunden.
Die Langkofelgruppe wird durch eine Reihe von Berghütten erschlossen, diese sind meist privat geführt und saisonal geöffnet. Die Hütten sind:
- Langkofelhütte (2256 m, auch Rifugio Vicenza, im Langkofelkar)
- Emilio-Comici-Hütte (2153 m, privat, am Fuß des Langkofels)
- Toni-Demetz-Hütte (2685 m, privat, in der Langkofelscharte)
- Friedrich-August-Hütte (2298 m, privat, auf dem Friedrich-August-Weg vom Sellajoch zur Plattkofelhütte)
- Des-Alpes-Hütte (2395 m, privat, auf dem Col Rodella, Seilbahn von Campitello di Fassa)
- Sandro-Pertini-Hütte (2300 m, privat, auf dem Friedrich-August-Weg)
- Plattkofelhütte (2300 m, privat, westlich des Plattkofels)
- Sellajochhaus (2180 m, privat, 2013 abgerissen, lag an der Straße auf das Sellajoch unterhalb der Passhöhe)
- Williamshütte (2100 m, privat, am Fuß des Plattkofels)

## Alpinismus
Alle Gipfel der Langkofelgruppe mit Ausnahme des Plattkofels sind nur für Kletterer erreichbar. Selbst die Normalwege sind meist sehr anspruchsvoll und nicht gesichert. Für Wanderer gibt es aber eine reiche Auswahl an Wanderwegen, die alle oder einige Gipfel umrunden und schöne Ausblicke bieten.

### Wandern

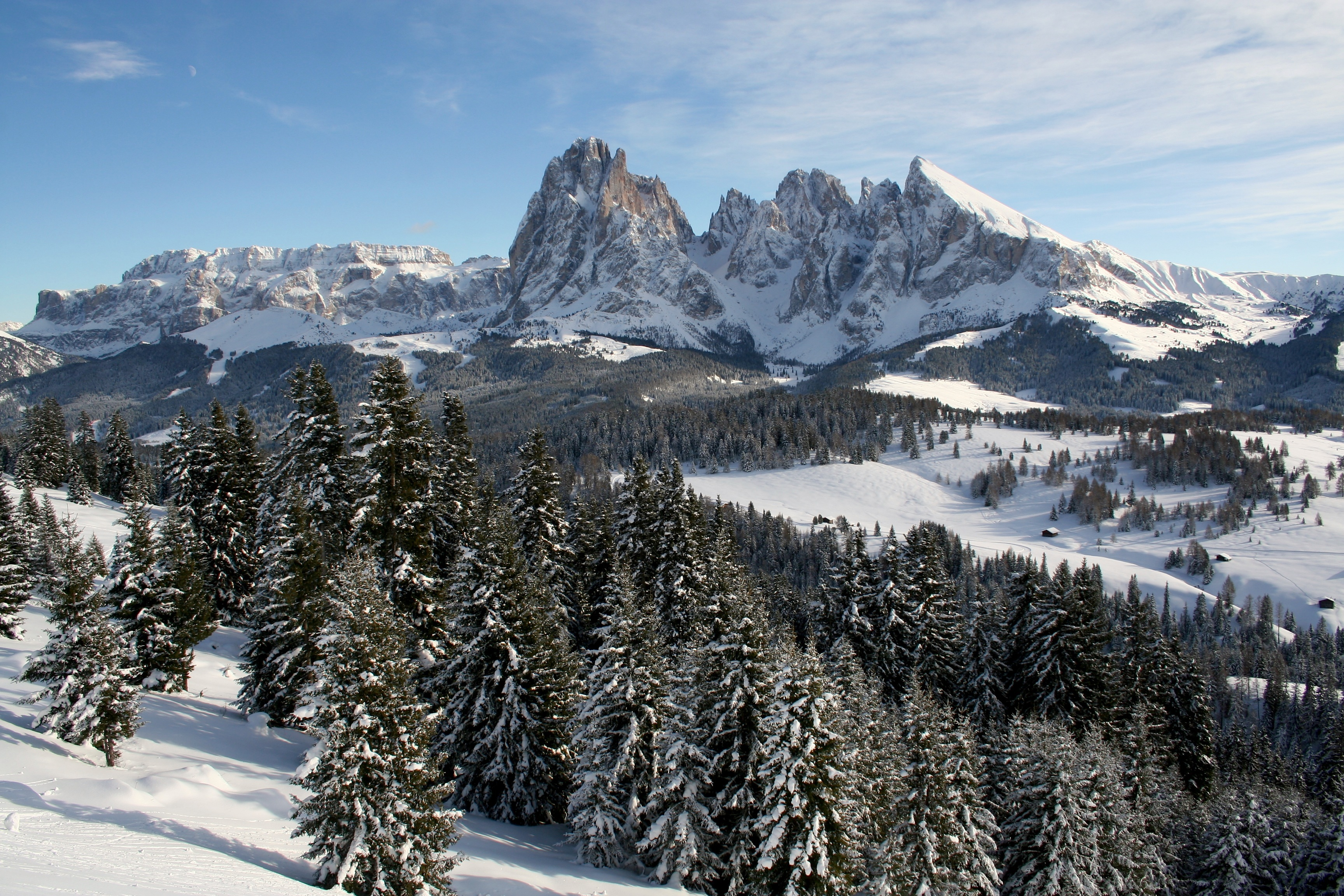
Die Langkofelgruppe mit der Seiser Alm im Winter

Besonders hervorzuheben sind die Umrundung der Langkofelgruppe und der Normalweg auf den Plattkofel, die beide eher anspruchsvolle Touren sind. Gemütlicher ist der Hans-und-Paula-Steger-Weg.
Der Panorama-Rundweg um die gesamte Langkofelgruppe ist eine Wanderung für besonders Ausdauernde. Selbst bei zügigem Gehen ist mit ungefähr 8 Stunden reiner Wanderzeit zu rechnen, und das, obwohl keine größeren Höhendifferenzen zu bewältigen sind; es müssen ungefähr 650 m im Anstieg und etwa 1000 m im Abstieg überwunden werden. Dafür bietet dieser Weg eine ganze Palette schöner Ausblicke.
Der Plattkofel ist für Wanderer über die Normalroute zu erreichen. Diese führt über die charakteristische, breite und recht gleichmäßig geneigte Westflanke auf den Gipfel. Der zu überwindende Höhenunterschied beträgt 1260 m, und es ist mit einer reinen Gehzeit von 7 Stunden zu rechnen. Dafür bietet sich vom Gipfel eine gute Aussicht.
Ein beliebter Wanderweg auf leichten Wegen ist auch der Friedrich-August-Weg südlich und westlich der Gruppe. Insgesamt ist der Weg aber sehr lang, die gesamte Gehzeit beträgt etwa 9 Stunden. Daher wird der Weg oft in einen West- (Gehzeit 4,5 Std.) und Ostteil (Gehzeit 4,25 Std.) getrennt, die an verschiedenen Tagen begangen werden können.
Ein einfacher Wanderweg ist der Paula Wiesinger und Hans Steger gewidmete Weg, der von der Bergstation der Seiser-Alm-Bahn in Compatsch bis an den Fuß des Plattkofels führt. Er geht quer über die Seiser Alm und ist den beiden legendären Kletterern der 1930er Jahre aus dem Grödner Tal gewidmet. Er kann auch im Winter begangen werden.

### Klettersteige

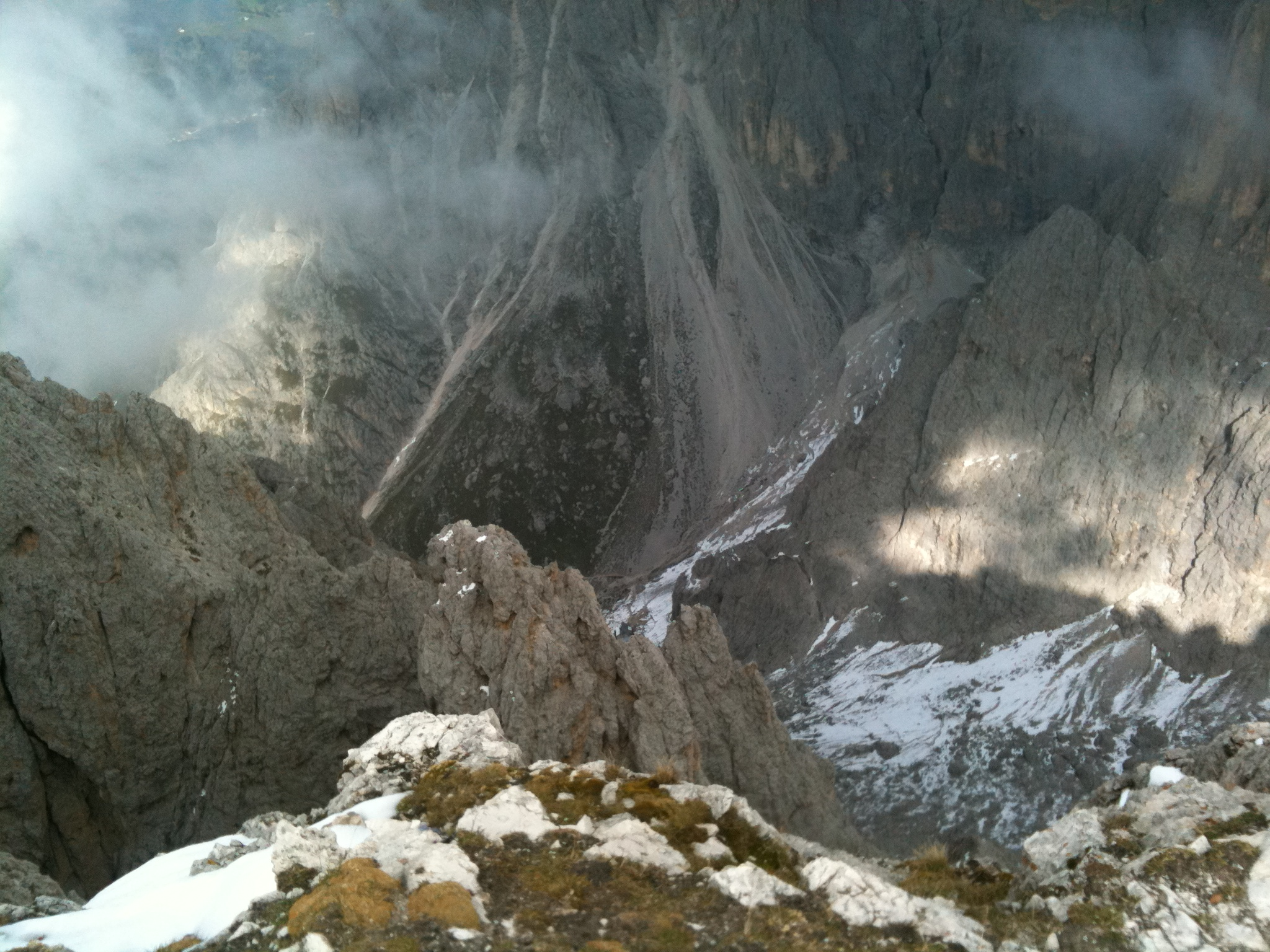
Blick in das Tal zwischen Plattkofel und Langkofel

Die „Via Ferrata Furcela de Saslonch“ ist ein 2021 eingerichteter Klettersteig, der am Felssockel der Fünffingerspitze startet und direkt über der Toni-Demetz-Hütte endet. Er überwindet ca. 560 Höhenmeter und hat eine Länge von 2,2 km und eine mittlere Schwierigkeit. Der Abstieg kann über die Stehgondelbahn direkt über der Toni-Demetz-Hütte erfolgen, damit ist er in 3,5 Stunden zu bewältigen. Eine andere Möglichkeit ist der „Oskar-Schuster-Steig“ am Plattkofel, der einen Höhenunterschied von 1090 m überwindet, eher einfach ist und keine wirklich heiklen Passagen aufweist. Dafür ist er relativ lang, es ist von einer Gesamtzeit von 7 Stunden auszugehen.

### Alpines Klettern
Die Langkofelgruppe weist eine Reihe von Klettertouren auf, die alle hochalpin, ernst und eher schlecht gesichert sind.
Der Normalweg auf den Langkofel über dessen Südwestwand weist eine Kletterstrecke von über 1000 m auf, hat aber sehr moderate Schwierigkeiten (UIAA 3). Sie wurde 1869 von Paul Grohmann, Franz Innerkofler und Peter Salcher erstbegangen. Die Wegführung ist nicht einfach. Sie zählt zu den anspruchsvollsten Normalwegen der Dolomiten. Die Kletterpionierin der Dolomiten, Paula Wiesinger, hatte diesen noch im Alter von 71 Jahren begangen, was sie mit den Worten kommentierte: „damit wir auch endlich den gewöhnlichen Weg gegangen sind“. Ein weiterer Klassiker ist die „Pichl“ an der Langkofel-Nordost-Wand, sie umfasst eine Kletterstrecke von 1400 m und einer Schwierigkeit von UIAA 3–4. Die Tour wurde am 21. August 1918 von Eduard Pichl und Rolf Waizer erstbegangen.

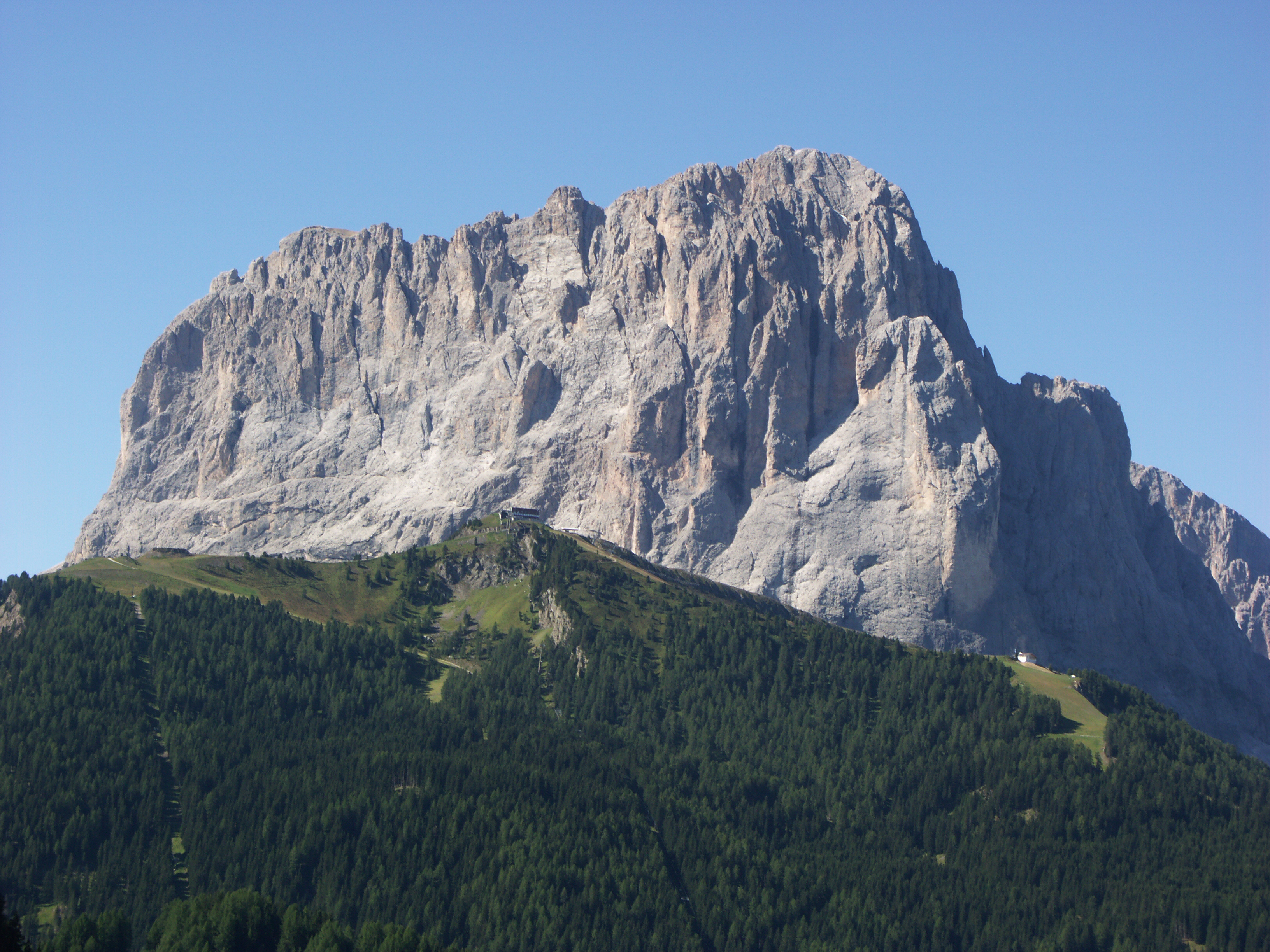
Wand des Langkofels mit dem über einen Kilometer langen Gipfelgrat

Insgesamt gibt es in der Langkofelgruppe über zwei Dutzend meist lange und hochalpine Klettertouren von eher moderater Schwierigkeit bis zu hohen Schwierigkeiten wie z. B. die „Via del Calice“, UIAA 7- am Innerkoflerturm. Eine besonders schöne, sehr ausgesetzte Kletterei in gutem Gestein ist auch die „Harrer“ in der Grohmannspitze-Südwand mit einer Schwierigkeit von UIAA 5. Sie wurde am 6. Juli 1936 von Heinrich Harrer und Kurt Wallenfels erstbegangen.
Alpines Klettern in der Langkofelgruppe ist eine hochalpine und ernsthafte Angelegenheit, die Klettertouren sind lang, ausgesetzt und nicht einfach zu finden. Die meisten Alpinrouten sind eher dürftig gesichert und die Wegführung kompliziert. Dazu kommt, dass das Wetter schnell umschlagen kann. Selbst der Abstieg bedarf großer alpiner Erfahrung, hier muss immer wieder abgeklettert werden. Daher kommt es immer wieder zu (tödlichen) Unfällen. So stürzte im August 1979 eine Jugendgruppe aus Albstadt, Baden-Württemberg, ab, als sie den Klettersteig an der Langkofelscharte begehen wollte und sich im Abstieg bei schlechter werdendem Wetter verirrte. 2013 stürzten drei Bergsteiger ab, als sie die „Pichl“ begehen wollten; da sie aneinander geseilt waren, wurden alle drei in die Tiefe gerissen. 2020 stürzte ein Bergsteiger aus der Normalroute am Langkofel.
In der Langkofelscharte an der Nordseite des Daumens der Fünffingerspitze wurden zwischen 2014 und 2020 mehrere alpine Sportrouten eingerichtet. Diese sind meist rund 4 Seillängen, etwa 140 Höhenmeter und in gut 2 Stunden zu klettern. Beispiel für diese Routen sind die „Via Amerigo“ (UIAA 5) oder „Julia“ (UIAA 4+).

### Sportklettern und Bouldern
Am Fuße des Langkofels in Richtung Sellajoch ist durch einen gewaltigen Felssturz aus der Langkofel-Ostwand die „Steinerne Stadt“ entstanden. Diese besteht aus weit über hundert Felsblöcken, von eher kleinen bis zu gewaltigen Blöcken in Größe eines Hauses. Die Blöcke weisen einen griffigen Fels auf, der ideal für Sportkletterer und Boulderer ist. Die über 220 Routen und 50 Boulderprobleme sind kurz (5 m bis 25 m) und weisen Schwierigkeiten von moderat bis anspruchsvoll auf.
2012 wurde direkt neben der Toni-Demetz-Hütte am Ende der Langkofelscharte ein kleiner Klettergarten eingerichtet, der 24 eher kurze Routen bietet.

### Skifahren
Am Fuß der Langkofelgruppe befinden sich die Schigebiete Col Rodella (am Sellajoch), Plan de Gralba, Ciampinoi (mit der bekannten Saslong-Weltcupabfahrt) und Monte Pana/Mont de Sëura. Auch die berühmte Sella Ronda, eine Umrundung der Sellagruppe auf Schipisten im oder gegen den Uhrzeigersinn, bedient sich dieser Pisten. Für Skifahrer stellt die Abfahrt durch die Langkofelscharte eine besondere Herausforderung dar, da sie sehr schmal und steil ist und nicht von Pistenfahrzeugen präpariert wird.

### Laufsport

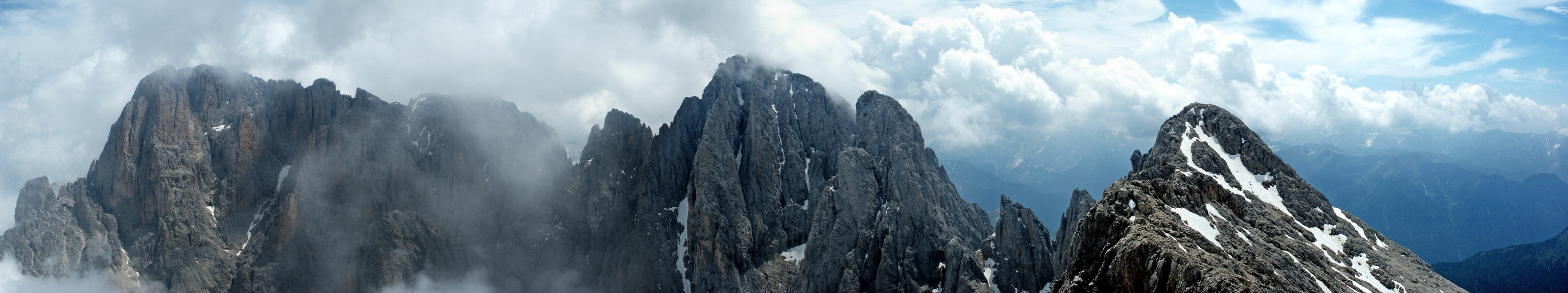
Gipfelregion vom Plattkofel gesehen

Rund um den Langkofel verläuft die 21 km lange und rund 1000 hm umfassende Strecke des Berglaufs Dolomites Saslong Half Marathon, der mit Start- und Zielpunkt Monte Pana jährlich im Sommer abgehalten wird.